# Melih Cevdet

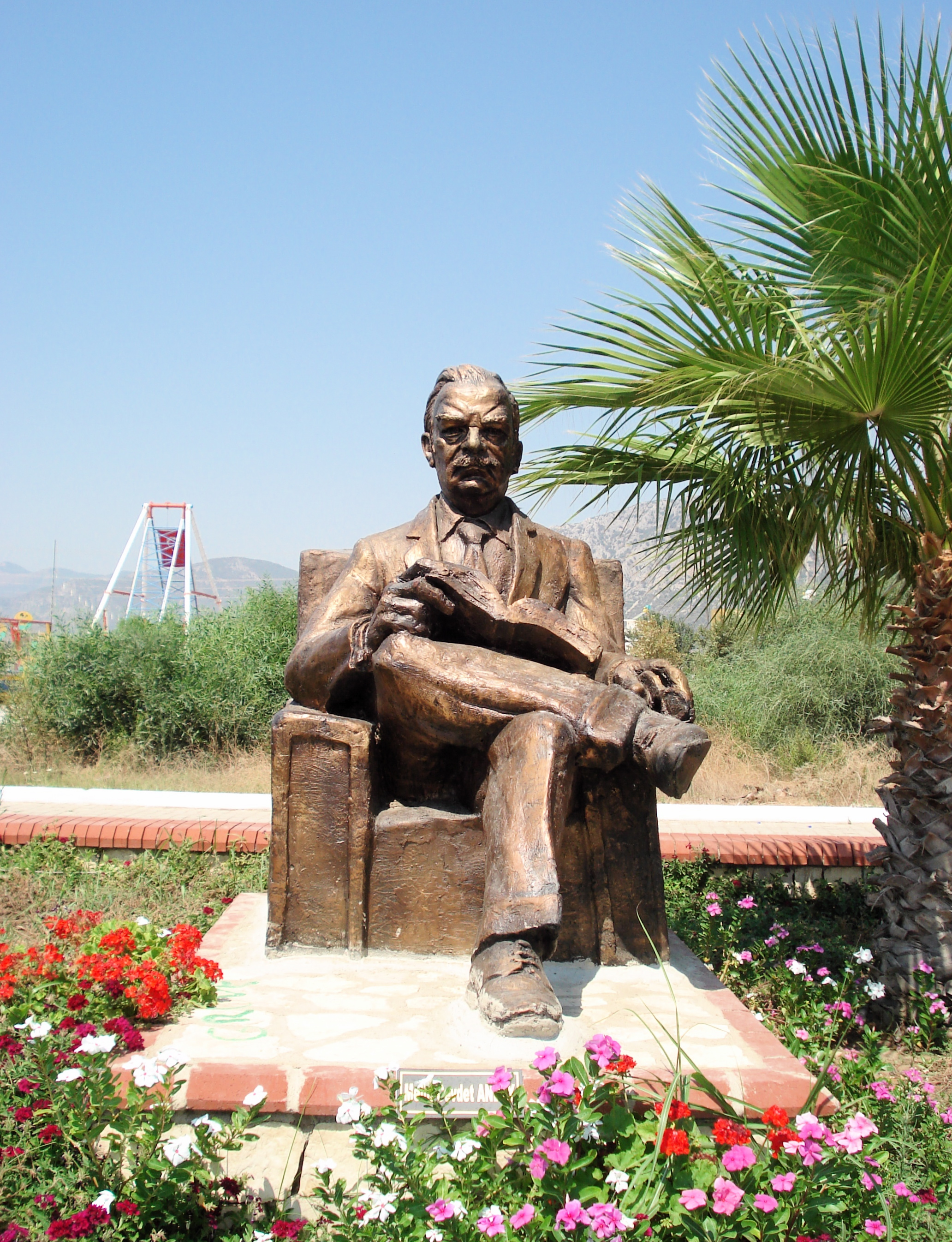
Statue Melih Cevdet Andays im nach ihm benannten Park in der Ortschaft Ören

Melih Cevdet Anday (* 13. März 1915 in Istanbul; † 28. November 2002 ebenda) war ein türkischer Schriftsteller. Vor der Einführung der Familiennamen in der Türkei 1935 lautete sein vollständiger Name Melih Cevdet (osmanisch مليح جودت İA Melīḥ Cevdet); auch später wurde er oft nur so bezeichnet.

## Leben
Nach seiner Schulzeit studierte er in Ankara Jura und Sprache. Sein Studium schloss er nicht ab, da seine Arbeit bei der staatlichen Eisenbahn ihn zu sehr in Anspruch nahm. 1938 ging er nach Belgien, wo er für eine kurze Zeit Soziologie studierte. Auch dieses Studium beendete er nicht, sondern trat in Ankara eine Stellung als Berater im Bildungsministerium und später als Bibliothekar an. Ab 1951 arbeitete er als Journalist für mehrere große türkische Zeitungen wie Akşam, Tercüman, Büyük Gazete und Cumhuriyet. Ab 1954 unterrichtete er als Lehrer am Konservatorium in İstanbul. Von 1964 bis 1969 war er im Verwaltungsrat des Senders TRT. Nach seiner Pensionierung 1977 ging er von 1979 bis 1983 als Gast der UNESCO nach Paris.
Schon während seiner Oberschulzeit lernte er Orhan Veli und Oktay Rifat kennen, mit denen er zusammen das Dichtertrio Garip (Fremdartig) bildete. In ihren Gedichten revolutionierten sie die türkische Dichtkunst und brachten moderne, volkstümliche wie auch surrealistische Stilmittel ein. Neben seinen Gedichten und Reportagen schrieb Melih Cevdet auch Romane, Dramen und Theaterstücke.
Für sein Werk wurde Melih Cevdet mehrmals mit Preisen ausgezeichnet, so mit dem İlhan-İskender-Preis 1968, dem TRT-Kunstpreis 1970, dem Sedat-Simavi-Preis für Literatur 1978 und dem Literaturpreis der İş Bankası 1981.

## Werke (Auswahl)
- Garip, 1941 (mit Orhan Veli und Oktay Rifat) (Gedichte)
- Rahatı kaçan agaç, 1946 (Gedichte)
- Aylâklar, 1965 (Roman)
- Gizli emir, 1970 (Roman)
- Raziye, 1975 (Roman)
- Yasak, 1978 (Aufsatz)
- Sözcükler, 1978 (Gedichte)
- Güneşte, 1989 (Gedichte)
- Meryem gibi, 1991 (Roman)